# 克利夫蘭鎮區 (堪薩斯州馬歇爾縣)
克利夫蘭鎮區（英語：Cleveland Township）為美國堪薩斯州馬歇爾縣轄下的鎮區。2010年美国人口普查中此鎮區人口有77人。

## 地理
克利夫蘭鎮區涵蓋總面積為93.1平方（35.93平方英里），其中陸地面積為92.2平方（35.61平方英里），水域面積為0.83平方（0.32平方英里）或0.89%。海拔高度398（1,306英尺）。

## 人口統計
根據2010年美國人口普查，克利夫蘭鎮區人口有77人，其中男性有37人，女性有40人，人口密度為每平方公里0.83人，住房計47戶。鎮區內的白人有77人，非裔美國人有0人，美洲原住民有0人，亞裔美國人有0人，太平洋島裔美國人有0人，其他種族有0人，混血種族則有0人。此外鎮區內有1人為西班牙裔或拉丁裔美國人。此鎮區之年齡中位數為57.2歲，而男性年齡中位數為57.8歲，女性年齡中位數為54.5歲。